# 倪元璐
倪元璐（1594年1月7日—1644年4月25日），字玉汝，號鴻寶，浙江上虞人，明朝政治人物、書法家，進士出身。與黃道周、王鐸並稱「明末書壇三株樹」，又與王鐸、傅山、黃道周、張瑞圖合稱「晚明五大家」。

## 生平

### 早年生平
萬曆二十一年，十二月十四日生浙江上虞（今紹興市上虞區）。萬曆三十七年（1609年）己酉科浙江鄉試舉人，天啟二年（1622年）登壬戌科進士，授庶吉士，倪元璐與馬如蛟、黃道周等同出韓日纘門下。天启四年，任編修，五年册封德藩，给假养病。七年四月假满，五月江西主考。
崇禎元年（1628年），升翰林院侍讲，元璐請求毀去《三朝要典》，逐來宗道、楊景辰等閹黨，並上書為東林黨人辯護；又曾上書申救黃道周、劉宗周等人。历迁南京國子監司業、右中允。崇禎四年（1631年）进右谕德，充日讲官，七年进右庶子。崇禎五年，元璐四次奏疏乞歸，不准。曾說“吾平生不熱愛官，不喜居要人牢籠之內”。崇禎八年（1635年），迁國子監祭酒，恢復祖制的贡士积分之法。後被溫體仁嫉妒，因而去官闲住。

### 再次起復
崇禎十五年（1642年），重新啟用為兵部右侍郎兼侍讀學士，當其時正值清兵第六次入塞，鄰近大亂，道路颇棘，倪元璐出金募壯士隨行一路沖險北上。次年抵達京師，崇禎帝得知甚高興，向其他人說「固知是吾倪講官也」，并召他即日面陳制敌机宜。當其時，崇禎帝十分欣賞元璐，預備隨時把他提拔為閣臣，而內閣大臣陳演恐怕他威脅自己，便進言說「天下不治，皆由於兵部和户部不合，今廷臣可任者，惟有倪元璐、馮元飈兩人，假如元璐為户部尚書，元飈為兵部尚書，彼此合作，國家不日可治」，崇禎帝深以為然。
崇禎十六年（1643年）五月，元璐被破格提拔為户部尚书兼翰林院学士，仍充任日讲官。户部尚书任內，倪元璐請求把徵收三餉的官吏合三為一，以免越多官吏就越多機會作奸科，百姓因而稍稍緩口氣。當時有崇明人沈廷揚向朝廷獻計改漕運為海運，元璐把他的建議呈送崇禎帝，因而得以用灣船六船試行，一個月後，當元璐看見沈廷揚便驚訝說「我已經奏聞陛下，說你已經出發了，你怎麼還在這裡?」，而廷揚則回覆說「我已經去完回來了，運送的物資也已經抵達了」，元璐大喜並上報崇禎帝，廷議今後海運和漕運相半而行，但後來未及實施就遭遇「甲申之變」。

### 殉國成仁
崇禎十七年（1644年）正月，倪元璐上書請求讓浙江鄉紳團練鄉兵，浙西由徐石麒、錢繼登主持，浙東則推薦劉宗周、羌應甲主席；又在保甲中簡練鄉勇，實行古弓弩社法，崇禎帝是其言。二月，被解去户部尚书職務，惟負責经筵日讲。三月六日，李自成攻佔宣府，從真定繞道而出，倪元璐引用宋康王的故事，急請太子前往南京撫軍，但未被崇禎接納。三月十九日，李自成陷京師，倪元璐盪盡家产，募得数百死士，驰赴北京勤王。倪元璐入都時，強邀祝湯齡前往，但被婉絶。元璐得知崇禎殉國後，便“束带向阙，北谢天子，南谢太夫人”，又在桌子寫下“南部尚可为。死，吾分也。毋紟棺，以志吾痛”，隨後自縊而亡。

## 身后
南明弘光朝時，追贈少保、吏部尚書，諡文正。清朝改諡文貞，賜地七十畝，命有司春秋致祀。

## 評價
《明史》:「范景文、倪元璐等皆莊烈帝腹心大臣，所共圖社稷者，國亡與亡，正也。當時壎顏屈節，僥倖以偷生者，多被刑掠以死，身名俱裂，貽詬無窮。而景文等樹義烈於千秋，荷褒揚於興代，名與日月爭光。以彼潔此，其相去得失何如也。」
《東林列傳》:「先生当启、禎之朝，昌言岳岳，能使群奸破胆，宵人屈服。每一疏出，如撞晨钟。崇祯元年三疏，其最著者矣。烈皇帝每得其疏，置之屏问，出入瞻诵，以为伟人，不可谓不遇矣。」
倪元璐针对明廷颁发《坤舆格致》令各省开矿之议，特上《请停开采疏》建议停止开矿。倪元璐曾表示：“大都天下之事，不患无议论而患无事功，不患无风节而患无经济。”但首輔陈演批評：“元璐书生，不习钱谷。”亦有其道理。

## 家族
曾祖倪鎧，號抑菴，正德五年庚午举人、官南城知县。祖倪應蕲，號南望，封知县。父倪冻，號雨田，万历二年进士，历知抚州、淮安、荆州、琼州四府。
從兄倪元珙，與元璐舉同榜進士，官至廣西道監察御史。

## 著作

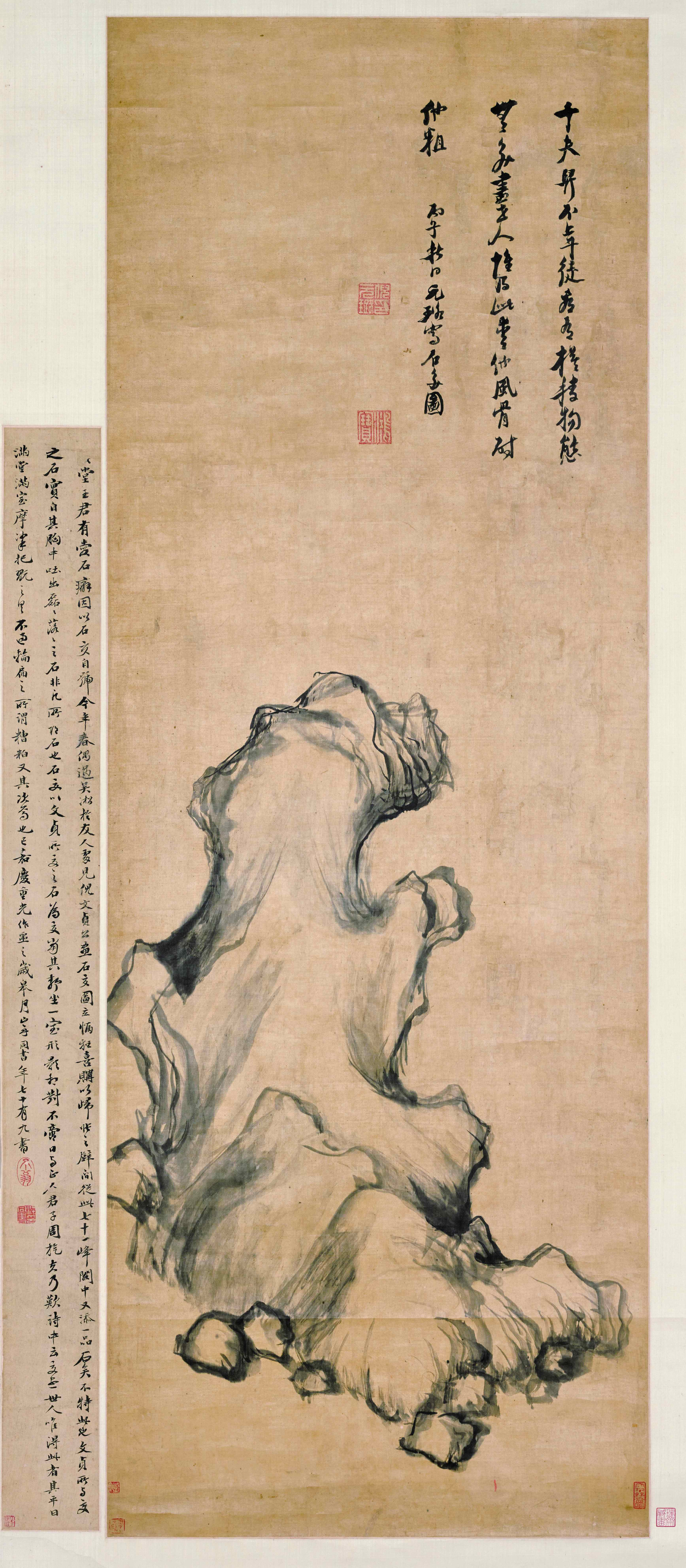
石交图，绘于崇祯九年（1636年）

元璐善書法，學顏真卿、王羲之、王獻之。秦祖永《桐阴论画》中说：“元璐书法灵秀神妙，行草尤极超逸。”著作收入《倪文貞集》。